# Shorea glauca
Espèce
Classification phylogénétique
Statut de conservation UICN

 EN A1cd : En danger
Shorea glauca est un arbre tropical de la famille des Dipterocarpaceae.

## Répartition
On le trouve dans les collines et les arêtes rocheuses de Malaisie, Sumatra et Thaïlande.